# NGC 1238
NGC 1238 في الفهرس العام الجديد، هي مجرة، تقع في كوكبة النهر. اكتشفت في 1 نوفمبر 1886 بواسطة لويس سويفت.

## روابط خارجية
- NGC 1238 على موقع ويكي سكاي: DSS2, SDSS, GALEX, IRAS, Hydrogen α, X-Ray, Astrophoto, Sky Map, Articles and images